# ジェニー・シップリー
デイム・ジェニー・シップリー（Dame Jenny Shipley、本名：Jennifer Mary Shipley、DCNZM、1952年2月4日 - ）は、ニュージーランドの元政治家、第36代ニュージーランド首相（在任期間: 1997年 - 1999年）。ニュージーランド初の女性首相である。

## 経歴
シプリーは、1952年、ニュージーランド南島ゴア(gore)で生まれた。クライストチャーチ教育大学を卒業後、小学校教師として1976年まで教員生活をおくった。幼児教育、幼児の健康問題などに関心をもち、その間、1973年に結婚している。
1975年、ニュージーランド国民党に入党し、1987年の議会総選挙にアシュバートン選挙区より出馬、35歳で国会議員に初当選を果たす。1990年の総選挙でも当選し、ジム・ボルジャー政権で社会保障大臣、女性担当大臣等を歴任。
1996年に行われた選挙の結果、ニュージーランド国民党はニュージーランド・ファースト党と連立政権を組んでいた。しかし、1997年、党内対立により党内反主流派に押し出される形で首相でもあるボルジャーは党首を辞任することとなり、党内反主流派を率いたシップリーが党首に就任、同時にニュージーランド初となる女性首相にも就任した。1999年、ヘレン・クラーク率いるニュージーランド労働党に敗れ、クラークに首相の座を奪われる。
2001年の総選挙でも、クラーク率いるニュージーランド労働党とロッド・ドナルド率いる緑の党などの連立政権に敗れたため党首を辞任すると同時に政界から引退した。ニュージーランド国民党党首にはビル・イングリッシュがついた。
2009年にナイトの勲位を授与されデイム (Dame) の称号を得る。政治家の引退後は、ローン会社取締役などを務める。農夫の夫との間に2子。

## 選挙
| ニュージーランド議会 |           |                    |                    |        |
| 在任期間             | 任期      | 選挙区             | 名簿順位           | 政党   |
| 1987年–1990          | 42nd (en) | アシュバートン(en) | アシュバートン(en) | 国民党 |
| 1990年–1993          | 43rd (en) | アシュバートン     | アシュバートン     | 国民党 |
| 1993年–1996          | 44th (en) | ラカイア(en)       | ラカイア(en)       | 国民党 |
| 1996年–1999          | 45th (en) | ラカイア           | 4                  | 国民党 |
| 1999年–2002          | 46th (en) | ラカイア           | 1                  | 国民党 |

| 公職                  | 公職                                              | 公職                      |
| --------------------- | ------------------------------------------------- | ------------------------- |
| 先代 ジム・ボルジャー | ニュージーランド首相 第36代：1997年 - 1999年      | 次代 ヘレン・クラーク     |
| 党職                  |                                                   |                           |
| 先代 ジム・ボルジャー | ニュージーランド国民党党首 第8代：1999年 - 2001年 | 次代 ビル・イングリッシュ |